# Cyriopagopus dromeus
Cyriopagopus dromeus é uma espécie de aranha pertencente à família Theraphosidae. Endêmica das Filipinas.